# 22e bataillon de marche nord-africain
Pour les articles homonymes, voir 22e bataillon.
Ne doit pas être confondu avec Bataillon de marche n° 22.
Le 22e bataillon de marche nord-africain (22e BMNA) est une unité créée pendant la Seconde Guerre mondiale et intégrée au sein des Forces françaises libres du général de Gaulle. 
En activité de 1941 à 1946, l'unité s'est notamment illustré en 1942 lors de la bataille de Bir Hakeim, au sein de la 1re brigade française libre du général Kœnig, puis lors des campagnes d'Italie et de France au sein de la 1re division française libre.
Le 22e BMNA compte douze compagnons de la Libération.

## Création et différentes dénominations
- juin 1941 : 22e compagnie nord-africaine (22e CNA), créée en Syrie par le capitaine Pierre Lequesne avec des tirailleurs nord-africains ralliés à la France libre
- 1er juin 1943 : 22e bataillon de mitrailleuses nord-africain
- 1er juillet 1943 : 22e bataillon de marche nord-africain (22e BMNA)
- janvier 1946 : dissolution en Algérie

## Chefs de corps
- 1941-9 décembre 1944 : Capitaine puis commandant Pierre Lequesne
- décembre 1944-1945 : Commandant Bertrand

## Composition et effectifs

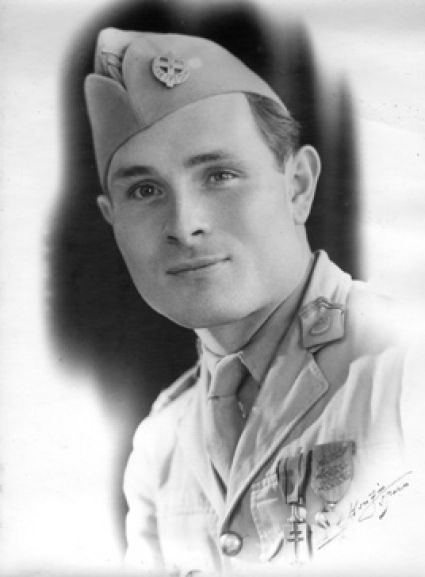
Le lieutenant Demolins du en 1945.

Composé majoritairement (60 %) de tirailleurs maghrébins de l'armée du Levant mais aussi de Français d'Afrique du Nord, de métropole et de Corse, de toutes classes sociales et de toutes religions. La 22e CNA compte 180 hommes lors de la bataille de Bir Hakeim en mai-juin 1942. Le 22e BMNA compte 870 hommes en avril 1944 lors de la campagne d'Italie.
En avril 1944, le 22e BMNA est composé de : 
- 1 état-major
- 1 compagnie de commandement : capitaine Prabis
- 3 compagnies de voltigeurs : lieutenant Tassin, lieutenant Piobetta, capitaine Naudet
- 1 compagnie lourde : capitaine Mezan, avec : 
  - 1 section de mitrailleuses de 12.7 (adjudant Rangade),
  - 1 section mortiers (sous-lieutenant Demolins)
  - 1 section anti-chars 75 mm plus 5 jeeps (lieutenant Ancel)

## Campagnes de la Seconde guerre mondiale

### Libye

#### Bir Hakeim (mai-juin 1942)
La 22e Compagnie de Nord Africains subit de lourdes pertes lors de la Bataille de Bir Hakeim, qui se déroule du 26 mai au 11 juin 1942 durant la guerre du désert, soit 74 hommes hors de combat (10 tués, 47 disparus, 7 blessés) sur un effectif d'environ 180 officiers, sous officiers et tirailleurs. Le capitaine Lequesne est décoré le 28 juin 1943 de la croix de la Libération par le général de Gaulle pour sa conduite exceptionnelle lors de cette bataille.

### Campagne d'Italie (1944)
Le 27 avril 1944, le 22e BMNA débarque avec la 1re Division française libre (1re DFL) en Italie. Le bataillon paye un lourd tribut, à l'occasion de la Bataille du Garigliano, perdant 214 hommes dont 55 tués.

### Campagne de France et d'Allemagne (1944-1945)
Le 22e BMNA débarque en Provence le 17 août 1944, et prend part aux combats de libération de la Provence et de la vallée du Rhône, puis des campagnes des Vosges, d'Alsace et du front des Alpes  :
- 20 au 24 août 1944: Bataille de Toulon
- 3 septembre 1944 : Prise de la ville de Lyon
- 18 au 25 septembre 1944 : Bataille de Belfort
- 27 septembre au 13 octobre 1944 : Bataille des Vosges
- 19 octobre au 18 novembre 1944 : En secteur dans les Vosges
- 19 au 21 et  26 au 30 novembre 1944 : Participation au forcement de la trouée de Belfort
- 3 au 17 janvier 1945 : Défense de Strasbourg
- 19 janvier au 2 février 1945 : Bataille pour Colmar
- 3 au 18 février 1945 : Garde au Rhin
- 21 mars au 9 avril 1945 : En secteur
- 10 au 25 avril 1945 : Reconquête du massif de l’Authion (opération « Canard »)
- 26 avril au 2 mai 1945 : Entrée en Italie (opération « Pingouin »)

### Pertes
Le journal de marche du 22e BMNA mentionne 355 tués, soit plus du tiers de son effectif, dont 156 officiers et parmi eux tous les officiers maghrébins. Il dénombre également 900 blessés.
Le 22e BMNA a tué plus d'un millier d'Allemands et fait près de 2 000 prisonniers.

## Traditions

### Insigne
- Croix de Lorraine enlacée dans un croissant et qui rappelle sa double origine: France libre et Afrique du Nord[1].

### Devise
- « Vae Victis »[1]

### Décorations
- Croix de guerre 1939-1945 avec 2 palmes
- Fourragère aux couleurs du ruban de la Croix de guerre 1939-1945.

En outre, le 22e BMNA a compté douze Compagnons de la Libération, dont le Sous-lieutenant algérien Mohamed Bel Hadj, tué le 10 janvier 1945 en Alsace, l'un des très rares soldats maghrébins, Compagnon de la Libération (la plupart des Maghrébins ayant surtout servi dans les unités de l'Armée d'Afrique et beaucoup moins dans les unités de la France libre).

### Citations militaires
« Magnifique bataillon créé de toutes pièces par le commandant LEQUESNE dans des circonstances particulièrement difficiles en juin 1941. S'est distingué au cours des campagnes de Libye et de Tunisie. Vient à nouveau, sous les ordres du chef de bataillon LEQUESNE, de manifester ses remarquables qualités
combatives et son admirable esprit de sacrifice en réalisant la percée décisive de la ligne Gustav, dans le secteur ouest du Garigliano, du 10 au 16 mai 1944. »
— 1re citation à l'ordre de l'Armée attribuée au 22e BMNA pour sa conduite lors la Bataille du Garigliano en mai 1944, Décision n° 688 en date du 5 mai 1945, Charles de Gaulle
« Bataillon de marche d'élite et d'un moral à toute épreuve, composé de cadres européens et de tirailleurs nord-africains, a déjà pris part brillamment aux campagnes de Tunisie, d'Italie, de France, de la Provence à l'Alsace. Engagée dans l'attaque de la 1re division française libre au sud de Sélestat, a combattu, du 23 au 31 janvier 1945, contre un ennemi fanatisé, tenant à l'est de l'Ill des positions organisées dans les bois et qui ont dû être réduites blockhaus par blockhaus, en particulier les 23 et 24 janvier entre l'Ill et Bennwasser et le 30 janvier dans le bois d'Ohnenheim. S'est heurté dans ces opérations à quatre cours d'eau successifs profonds et sans passages que les hommes ont franchi en se jetant à l'eau par une température de 10 degrés sous zéro. Animé par l'énergie indomptable de son chef, le commandant Albert BERTRAND, a mené tous ces combats dans un terrain couvert de 40 cm de neige, sous des chutes de neige presque constantes et est resté sur la ligne de feu pendant neuf jours, au mépris des pertes très sévères dues autant au froid qu'à l'ennemi. A finalement mené sa dernière attaque avec des effectifs exténués et n'a été relevé que lorsque l'ennemi eût été contraint d'abandonner ses positions.. »
— 2e citation à l'ordre de l'Armée attribuée au 22e BMNA pour sa conduite lors des combats pour la réduction de la poche de Colmar en Alsace en janvier 1945, Décision n° 704 en date du 14 mai 1945, Charles de Gaulle

## Hommages
« Puissent les générations qui prendront la relève pour la survie de la France ne jamais oublier ce qu'elles doivent aux « Africains qui venaient de loin ». »
— Journal de marche (JMO) du 22e BMNA bataillon, cité par François Broche, Dictionnaire de la France libre, 2010

### Stèle commémorative
A Éboulet, un hameau du village de Champagney (Haute-Saône), l'unique stèle en mémoire du 22e BNMA porte le nom des 58 soldats tués lors de combats avec des SS allemands entre le 29 septembre et le 3 octobre 1944. 36 étaient des tirailleurs ou des sous-officiers maghrébins et 22 des Français d'Afrique du Nord, de Corse ou de métropole,.

## Personnalités ayant au servi au22ebataillonde marche nord-africain

### Grands-croix de la Légion d'honneur
Pierre Anthonioz (1913-1996), grand-croix de la Légion d'honneur, capitaine, commandant en second de la 4e compagnie du 22e BMNA

### Les 12 Compagnons de la Libération
- Roger André
- Mohamed Bel Hadj
- François Bigo

- Bernard Demolins
- Jean Fèvre
- Pierre Lequesne
- Jean Magne
- Paul-Hémir Mezan
- Edmond Nessler
- Stéphane Piobetta
- Georges Prost
- Marie-Roger Tassin